# Blatné Remety
Blatné Remety – wieś (obec) na Słowacji położona w kraju koszyckim, w powiecie Sobrance. Pierwsze wzmianki o miejscowości pochodzą z roku 1340.
Według danych z dnia 31 grudnia 2012, wieś zamieszkiwało 649 osób, w tym 324 kobiety i 325 mężczyzn.
W 2001 roku rozkład populacji względem narodowości i przynależności etnicznej wyglądał następująco:
- Słowacy – 79,96%
- Czesi – 1,4%
- Romowie – 15,03%
- Rusini – 0,2%
- Ukraińcy – 0,8%
- Węgrzy – 0,4%

Ze względu na wyznawaną religię struktura mieszkańców kształtowała się w 2001 roku następująco:
- grekokatolicy – 43,69%
- prawosławni – 9,22%
- katolicy rzymscy – 8,02%
- ateiści – 3,81%
- przedstawiciele innych wyznań – 8,02%
- nie podano – 2,81%